# Bill Scanlon
Bill Scanlon (Dallas, 13 novembre 1956 – Park City, 2 giugno 2021) è stato un tennista statunitense.

## Biografia

### Carriera
Prima di passare tra i professionisti ottenne buoni risultati a livello universitario. Alla Trinity University fu infatti un All-American nel 1975 e 1976 e, sempre nel 1976, conquistò un titolo NCAA superando Peter Fleming in finale.

Conseguì il primo titolo tra i professionisti a Maui nel 1978 dove era stato eliminato nelle qualificazioni per poi essere ripescato come Lucky loser.; eliminò quindi le teste di serie numero 2 (Harold Solomon), numero 5 (John McEnroe) e in finale Peter Fleming.
Ottenne come miglior risultato nei tornei del Grande Slam una semifinale agli US Open 1983 dove si arrese al futuro vincitore Jimmy Connors.
In carriera vinse complessivamente sette titoli in singolare e tre nel doppio maschile. Raggiunse la nona posizione del ranking ATP nel 1984.

### Morte
Bill Scanlon è morto a causa di un cancro il 2 giugno 2021. Aveva 64 anni.

## Vita privata
Visse con la moglie Stephanie dapprima a Bel Air e poi a Park City.

## Statistiche

### Singolare

#### Vittorie (7)
| Nr. | Anno | Torneo                                     | Superficie | Avversario in finale | Risultato               |
| 1.  | 1978 | Hawaiian Open, Maui                        | Cemento    | Peter Fleming        | 6-2, 6-0                |
| 2.  | 1979 | Hawaiian Open, Maui (2)                    | Cemento    | Peter Fleming        | 6-1, 6-1                |
| 3.  | 1981 | Heineken Open, Auckland                    | Cemento    | Tim Wilkison         | 6-7, 6-3, 3-6, 7-6, 6-0 |
| 4.  | 1981 | WCT Invitational, Salisbury                | Sintetico  | Vijay Amritraj       | 3–6, 6–2, 6–4, 3–6, 6–4 |
| 5.  | 1981 | Bangkok Tennis Classic, Bangkok            | Sintetico  | Mats Wilander        | 6-2, 6-3                |
| 6.  | 1982 | Zurich WCT, Zurigo                         | Sintetico  | Vitas Gerulaitis     | 7-5, 7-6, 1-6, 0-6, 6-4 |
| 7.  | 1986 | Hall of Fame Tennis Championships, Newport | Erba       | Tim Wilkison         | 7-5, 6-4                |

### Doppio

#### Vittorie (3)
| Nr. | Anno | Torneo                           | Superficie | Compagno              | Avversari in finale           | Risultato     |
| 1.  | 1977 | Ocean City Open, Ocean City      | Cemento    | Aleksandre Met'reveli | John McEnroe Cliff Richey     | 7-6, 6-3      |
| 2.  | 1977 | Brisbane International, Brisbane | Erba       | Vitas Gerulaitis      | Malcolm Anderson Ken Rosewall | 7-6, 6-4      |
| 3.  | 1987 | South Australian Open, Adelaide  | Erba       | Ivan Lendl            | Peter Doohan Laurie Warder    | 6-7, 6-3, 6-4 |

## Record
- È stato il primo tennista professionista ad aver ottenuto un golden set, cioè ad aver vinto il set con 24 punti consecutivi e zero punti all'avversario, al primo turno di Delray Beach nel 1983[3], contro il brasiliano Marcos Hocevar, record ripetuto al Torneo di Wimbledon 2012 da Jaroslava Švedova.[4]